# AN/SPY-6

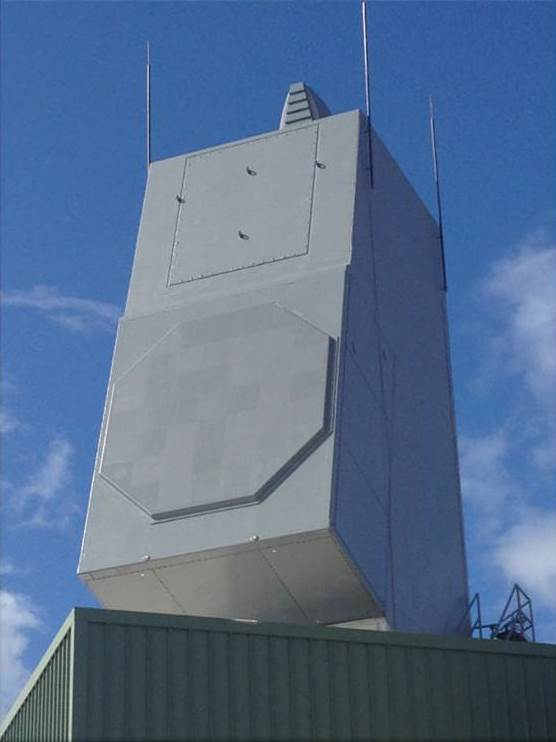
AN_SPY-6_AMDR

AN/SPY-6는 미국의 해상 레이더이다. 미국의 레이시온사가 개발한 차세대 능동주사식 위상배열레이더로, 2,000km의 거리를 탐지하는 첨단 레이더다. 구축함에 탑재되는 레이더로 알레이버크급 Flight III의 첫 번째 함이자 알레이버크급 75번째 함인 DDG-125부터 탑재될 예정이다. 별칭은 Air and Missile Defense Radar (AMDR)이다.

## AN/SPY-1과의 차이점
미국은 AN/SPY-1 보다 수십배 성능이 향상된 AN/SPY-6을 이지스함, 항공모함 등에 장착할 계획이다.
둘 다 위상배열 레이다라는 공통점이 있으나 AN/SPY-1은 PESA 레이다지만 AN/SPY-6은 AESA 레이다라는 차이가 있다. 그리고 AN/SPY-6는 기존의 비교적 구형 에이사 레이다보다도 우월한 점이 있는데, GaAs를 사용하는 구형 에이사 레이다들과는 달리 GaN 질화 갈륨 소재를 사용하기 때문에 매우 민감한 탐지능력을 가지고 있다.

### 질화갈륨(GaN)
37 RMA인 SPY-6(V)1의  레이다 소자는 차세대 전력 반도체 소재인 GaN(질화갈륨) 기반으로 제작되어 기존 이지스 레이다 소자인 GaAs 대비 32(31.68배)배에 해당하는 민감도를 가지고 있으며, 신호잡음비 이득이 15~20데시벨가량 향상되어 수평스캔을 기존 소자보다 5배 빠른 1초내로 가능하여 단 9개의 모듈만으로도 AN/SPY-1(V)와 같은 성능을 발휘할 수 있고 가격은 기존 소자의 66%수준이다.

### 탐지능력
레이다는 모듈식으로 함체 크기에 따라 9개, 37개, 69개의 모듈을 설치할 수 있으며, 37개의 모듈을 사용할 경우 T/R 소자는 5328개로 구성된다. 이 소자가 서로에게 최적화된 대상을 탐지하고 대부분의 표적과 여러 상황에 대응 가능한 능력을 제공한다.
알레이버크급 Flight III에 장착될 37개 모듈형태의 AMDR 성능은 RCS 0.001 즉 스텔스기급 RCS를 가진 물체를 330km 밖에서 탐지 가능하고, 이보다 대형인 69개 모듈에선 이론상 660km 밖에서 가능하다. 단, 69개 모듈은 레이다의 크기나 성능이나 가장 클 뿐만 아니라 전력 소모도 가장 커서 기존 알레이버크급 구축함의 전력 능력으로는 감당하기가 어렵다.

## 스펙

### 레이다 성능
- 제작국가 :  미국
- 탐지거리 : 2,000km
- 동시추적 표적 : 한 면에 각 500개씩, 총 2,000개
- 주파수 대역 : 2 to 4 GHz
- 밴드 종류 : S 밴드
- 탑재함 : DDG-125

## 보유국
- 미국

## 같이 보기
- AN/SPY-1
- SAMPSON
- FCS-3
- SMART-L
- AN/SPY-3
- SMART-S